# 芝山千紘
芝山 千紘（しばやま ちひろ）は、日本出身のパーカッション奏者。アメリカ合衆国ニューヨークを拠点として活動する。神奈川県横浜市出身。

## 人物
母親の勧めをきっかけに、チェンバロ、バレエを幼稚園の時に、ピアノを小学校2年生の時に習い始める。その後小学5年生になりマリンバに出会い、自身の希望で習い始める。いったんは公立中学校に入学するが、憧れであった関東学院中学校マーチングバンド部に入部するために中学2年2学期から同校に編入した。関東学院マーチングバンドのフロントアンサンブルメンバーとして3年間活動した。
2001年にアメリカ合衆国ミシガン州でインターロッケン芸術センター主催のInterlochen Arts Campへの参加をきっかけに、単身アメリカに渡りミシガン州私立インターロッケン芸術高校に編入学。同校卒業後、ジュリアード音楽院に奨学生として入学。2007年に音楽学士、2009年に修士を取得する。
2007年に譚盾作、宮本亜門舞台監督のオペラ「茶（Tea） A Mirror of Soul」のアメリカ初演公演では舞台上パーカンション奏者を務め、絶賛される。
2009年夏にサントリーホール主催の「レインボウ21インターナショナル」にニュー・ジュリアード・アンサンブル(New Juilliard Ensemble)唯一の日本人メンバーとして参加。日本初公演を果たす。
2010年メトロポリタンオペラ日本ツアー「ラ・ボエーム」では舞台上パーカンション奏者を務めた。
2010年、2011年にはラジオシティ・ミュージックホールで開催されるクリスマスショー「ラジオシティ・クリスマス・スペクタキュラー」のパーカンション奏者を務める。
ダニエル・ドラックマン(Daniel Druckman)、マークス・ローテン(Markus Rhoten)、グレッグ・ズーバー(Greg Zuber)、ジョー・ペレイア(Joe Pereira)、 ローランド・コーロフ(Roland Kohloff)、ジョン・アルフィエリ(John Alfieri)、キース・アレオ(Keith Aleo)、 岡田眞理子、藤本隆文に師事。

## MuSE
2007年に「若年層のクラシック音楽離れを危惧し、クラシックの良さを伝えるため」として設立されたNPO団体Multicultural Sonic Evolution(MuSE)の設立者の1人でもある。